# Деманов, Георгий Георгиевич
Георгий Георгиевич Деманов (1915 — 1944) — лейтенант Рабоче-крестьянской Красной армии, участник Великой Отечественной войны, Герой Советского Союза (1944).

## Биография
Родился 19 апреля 1915 года в селе Кудеярово (ныне — Лукояновский район, Нижегородская область) в семье крестьянина. Окончил семь классов школы в Лукоянове, после чего работал трактористом, машинистом электростанции, токарем, шлифовщиком, механиком машинно-тракторной станции. В 1943 году был призван на службу в Рабоче-крестьянскую Красную армию. Окончил курсы младших лейтенантов.
С 31 августа 1943 года — на фронтах Великой Отечественной войны. Участвовал в боях на Степном фронте. К сентябрю 1943 года лейтенант Георгий Деманов командовал взводом 932-го стрелкового полка 252-й стрелковой дивизии 53-й армии Степного фронта. Отличился во время битвы за Днепр.
В ночь с 29 на 30 сентября 1943 года во главе небольшой десантной группы, несмотря на массированный вражеский огонь, успешно переправился через Днепр в районе села Чикаловка Кременчугского района Полтавской области Украинской ССР. На западном берегу реки группа выбила противника из его окопов, после чего в течение 28 часов удерживала занятые позиции, обеспечив тем самым успешное форсирование Днепра полковыми подразделениями. В бою получил тяжёлое ранение.
Указом Президиума Верховного Совета СССР «О присвоении звания Героя Советского Союза офицерскому, сержантскому и рядовому составу Красной Армии» от 22 февраля 1944 года за «образцовое выполнение боевых заданий командования при форсировании реки Днепр, развитие боевых успехов на правом берегу реки и проявленные при этом отвагу и геройство» был удостоен звания Героя Советского Союза с вручением ордена Ленина и медали «Золотая Звезда».
После излечения в госпитале был демобилизован и вернулся в Лукоянов, где работал электромехаником в машинно-тракторной станции. 19 июля 1944 года скончался в одном из госпиталей в Горьком от последствий полученных на фронте ранений. Похоронен в родном селе Кудеярово.
В его честь названы улицы в Лукоянове и Кудеярово.